# Epacanthaclisis moiwasana
Epacanthaclisis moiwasana is een insect uit de familie van de mierenleeuwen (Myrmeleontidae), die tot de orde netvleugeligen (Neuroptera) behoort. 
Epacanthaclisis moiwasana is voor het eerst wetenschappelijk beschreven door Okamoto in 1910.